# Анри Фландърски
Анри Фландърски (на френски: Henri de Flandre, Henri de Hainaut; * ок. 1174; † 11 юни 1216, Солун) е вторият и най-успешният латински император в Константинопол, управлявал от 1205 до 1216 година. През по-голямата част от управлението си Анри воюва с българския цар Калоян и никейския император Теодор I Ласкарис. Втората му съпруга е дъщерята на Калоян – принцеса Мария.

## Произход и възкачване на престола
Произлиза от род Дом Фландрия, наричан Балдуиновски. Трети син е на Балдуин V (Ено), граф на Хенегау, и графиня Маргарита I Елзаска (Дом Шатеноа), сестра на Филип Елзаски. По-малък брат е на император Балдуин I Фландърски.
Когато брат му Балдуин, като новоизбран император, отива с войската да подчини околните територии в Тракия и да завладее Солун, той поема управлението на град Константинопол. Анри участва с брат си на 23 февруари 1200 г. в Четвъртия кръстоносен поход. На 2 февруари 1204 той побеждава византийския император Алексий V Дука. При завладяването на Константинопол през април 1204 г. Анри окупира двореца Влахерна.
На 24 април 1205 г. латинците са разбити в Битката при Адрианопол от българите начело с цар Калоян и император Балдуин попада в техен плен. Балдуин е затворен в близката българска крепост Букелон при днешното село Маточина, а после отведен в столицата Търново, където малко по-късно умира. След като става известна смъртта на брат му, в Картополис при Родосто латинските барони и рицари признават Анри за техен нов император.

## Управление
Анри е коронован на 20 август 1206 г. в Света София (Hagia Sophia) в Константинопол.
След коронясването Анри предприема наказателен военен поход срещу българските градове на юг от Балкана. По време на похода е превзет и Акве калиде – Термополис. Императорският пълководец Жофроа дьо Вилардуен пише за Термополис, който нарича „Ла Ферме“:
| „                    | Това беше много красив град, добре разположен, с множество топли извори за къпане – най-хубавите в целия свят. От него отнесохме огромна плячка. | “ |
| Жофроа дьо Вилардуен | |   |

След тридневния престой на латинците, Анри Фландърски заповядва града да бъде изгорен. След този пожар Термополис не можал да се възстанови повече. В следващите години баните били възстановени, но не и града.
През лятото на 1208 година, научавайки, че „куманите и власите“ настъпват в Тракия, Анри събира войски в Константинопол и през Силиврия и Адрианопол тръгва срещу цар Борил. Той се опитва да сключи съюз с неговия противник Алексий Слав, но през юни претърпява поражение в битката при Боруй, след което се оттегля и разполага лагера си край Филипопол, опитвайки се отчаяно да се снабди с продоволствия. На 1 август в полето край града императорът удържа победа срещу Борил.
След победата при Филипопол император Анри се укрепява последователно при Кричим и Стенимахос. И на двете места той е посетен от Алексий Слав, който се признава за негов васал, а императорът му дава за жена своя извънбрачна дъщеря на име Изабел и му обещава подкрепа за претенциите му към трона на „Велика Влахия“. Анри дава на разположение на Алексий Слав военна част от рицари, водена от по-малкия му брат Йосташ.
След сключването на съюза с Алексий Слав Анри се връща в Източна Тракия, където се заема с възстановяването на крепостта Памфилион, но в началото на зимата се прехвърля в Мала Азия, за да помогне на своя васал Давид Комнин във войната му с никейския император Теодор I Ласкарис, когото принуждава да вдигне обсадата на Ираклия. След това той се връща в Константинопол, където с големи тържества е отпразнувана женитбата на дъщеря му и Алексий Слав.
След сватбените тържества и въпреки тежката зима, император Анри тръгва към Солун, съмнявайки се в лоялността на ломбардците, контролиращи града, след смъртта на Бонифаций Монфератски. Той пресича по леда замръзналата Марица и през Западна Тракия стига до Христополис, но ломбардският гарнизон отказва да го пусне в крепостта. Той прекарва Коледа в Драмското поле, където към него се присъединява брат му Йосташ. Среща се с регента на Солунското кралство Оберто II ди Биандрате, който отхвърля претенциите му към Солун и отказва да го допусне в кралството, усилвайки гарнизона си в Сяр и изгонвайки от Солун намиращите се там французи. След сложни преговори, Анри обещава на регента всички земи южно от Драч, Филипопол и Макри, за да го допусне в Солун.
След като влиза с войската си в Солун, император Анри се отмята от обещанието си и се споразумява с вдовицата на Бонифаций Монфератски Маргарита, като на Богоявление коронясва сина ѝ Деметрий за солунски крал и отстранява от регентството и затваря Оберто ди Биандрате. Въпреки това Сяр и Христополис оставят лоялни към Оберто и Анри изпраща войска срещу тях. Когато ломбардският гарнизон в Сяр се споразумява с пребиваващ в Мелник представител на Борил – болярин на име Владимир да му предаде града, местните жители пускат там войската на императора. Малко по-късно част от ломбардския гарнизон на Христополис настъпва към контролирания от императора град Драма, но претърпява поражение в Драмското поле.
Император Анри остава до пролетта на 1208 година в Китрос, а на Великден настъпва на юг и превзема държаната от ломбардците Лариса. На 1 май той прави опит за помирение с ломбардците в Равеника, но повечето от тях не се явяват. Той отива през Бодоница в Тива, където е посрещнат тържествено и обсажда държащият цитаделата ломбардски гарнизон. След няколкодневна обсада цитаделата се предава и ломбардците сключват мир с императора с изключение на граф Ди Биандрате, който е освободен, но бяга на остров Негропонте, заплашвайки с отмъщение.
След сключването на мира, Анри посещава Атина и Негропонте. Тук до него стигат сведения за подготвяно от Борил голямо настъпление, в резултат на които граф Ди Бандрате приема да се помири с него и връща поста си на солунски регент. Императорът се отправя на север и близо до Солун сключва мир с епирския деспот Михаил I Комнин.
През пролетта 1211 г. Анри отблъсква едно нападение на българския севастократор Стрез от Просек (Strez von Prosek) в битка в долината на Пелагония.
Според някои източници Анри сключва мирен договор с цар Борил. Няколко години по-късно по волята на папата, Анри сключва брак с дъщерята на Калоян – принцеса Мария. От първия си брак с рано починалата Агнеса Анри има дъщеря Изабел, която също умира в ранна възраст. Бракът на Анри с Мария не оставя наследник след смъртта му.
През пролетта 1216 г. той марширува към Солун, за да се бие от там с Теодор Комнин в Епир, но умира внезапно преди да започне, на 11 юни 1216 г. Предполага се, че е отровен от втората му българска съпруга или от неговия стар враг Оберто ди Биандрате.

## Фамилия
Анри Фландърски е женен два пъти:
- през 1207 г. за Агнеса Монфератска (* ок. 1180, † 1208), дъщерята на Бонифаций I Монфератски. След нейната смърт се жени
- през 1212 г. за българската принцеса Мария, дъщеря на българския цар Калоян.[9]

От двата брака той няма деца.
Анри има една извънбрачна дъщеря – Маргьорит-Изабел, която омъжва през 1208 г. в Константинопол за владетеля на Мелник Алексий Слав († след 1229).